# Jean Guillaume de Sturler
Pour les articles homonymes, voir Sturler.
 (février 2021).
Si vous disposez d'ouvrages ou d'articles de référence ou si vous connaissez des sites web de qualité traitant du thème abordé ici, merci de compléter l'article en donnant les références utiles à sa vérifiabilité et en les liant à la section « Notes et références ».
Jean Guillaume de Sturler ou Johan Willem de Stürler (Sittard, 7 décembre 1774 - Paris, 9 janvier 1855) est un colonel néerlandais et chef de l'île de Dejima, au Japon, de 1823 à 1826. Cette île, à côté du port de Nagasaki, était alors une factorerie néerlandaise. En 1826, il fait un voyage officiel en palanquin entre Dejima et Edo, accompagné de Philipp Franz von Siebold. Ils voulaient de cette manière rendre hommage aux Shoguns.
Plusieurs estampes japonaises de Hokusai ont été ramenées en Europe par De Sturler et celles-ci se trouvent maintenant dans la bibliothèque nationale de France à Paris.

### Liens externes

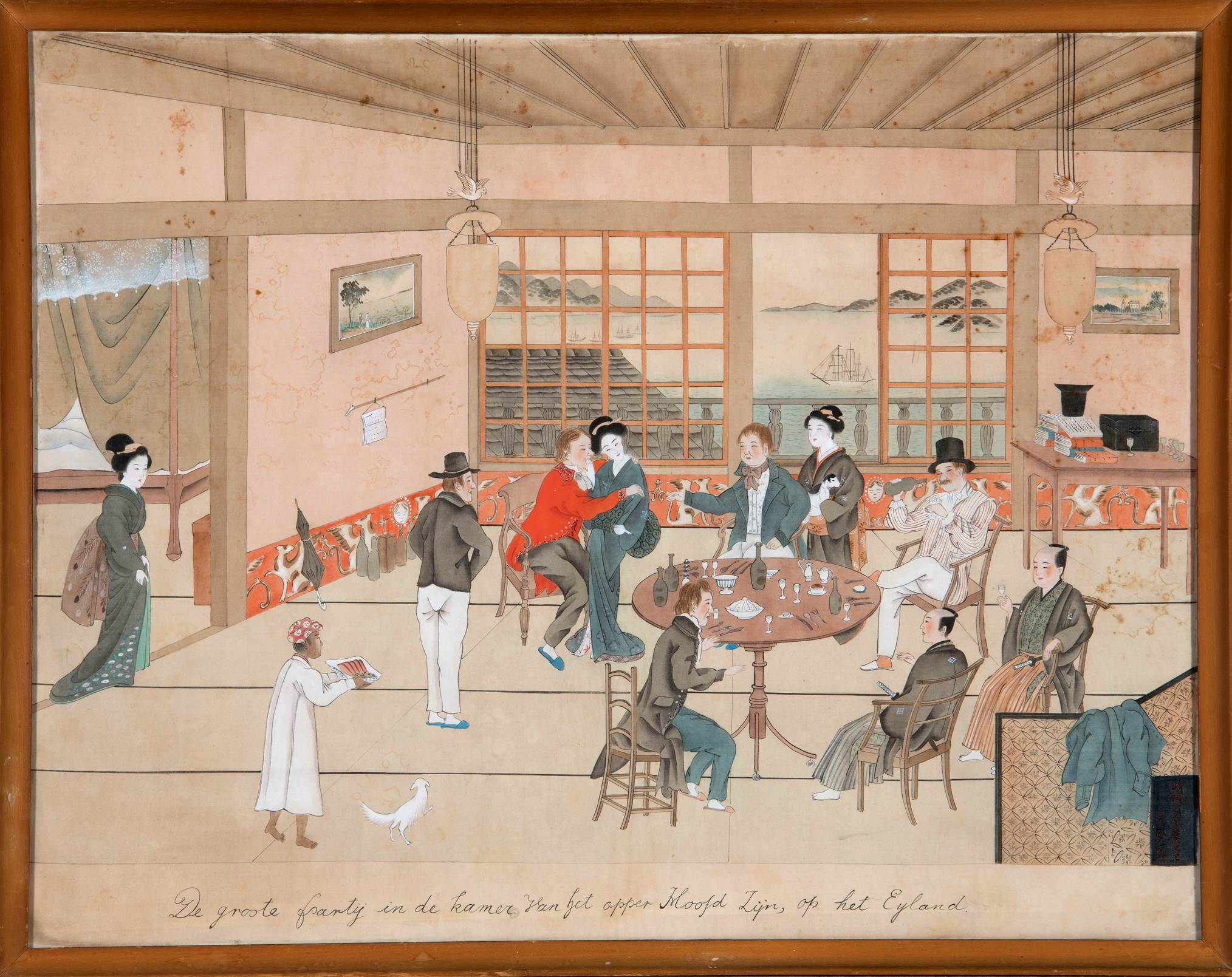
"Grande fête". Estampe japonaise de Kawagara Keiga dans laquelle Jean Guillaume de Sturler au milieu est représenté dans sa résidence officielle sur Dejima, 1825.
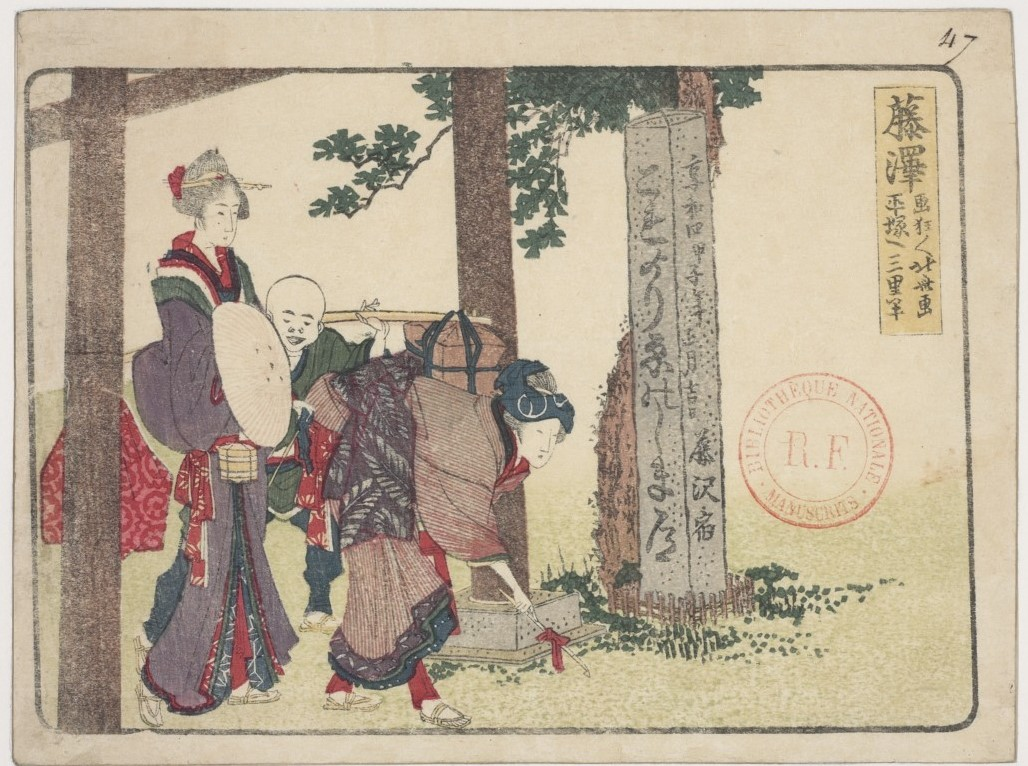
Katsushika Hokusai: Tôkaidô gojûsan tsugi, avant 1827. Collection Sturler, Bibliothèque nationale de France.
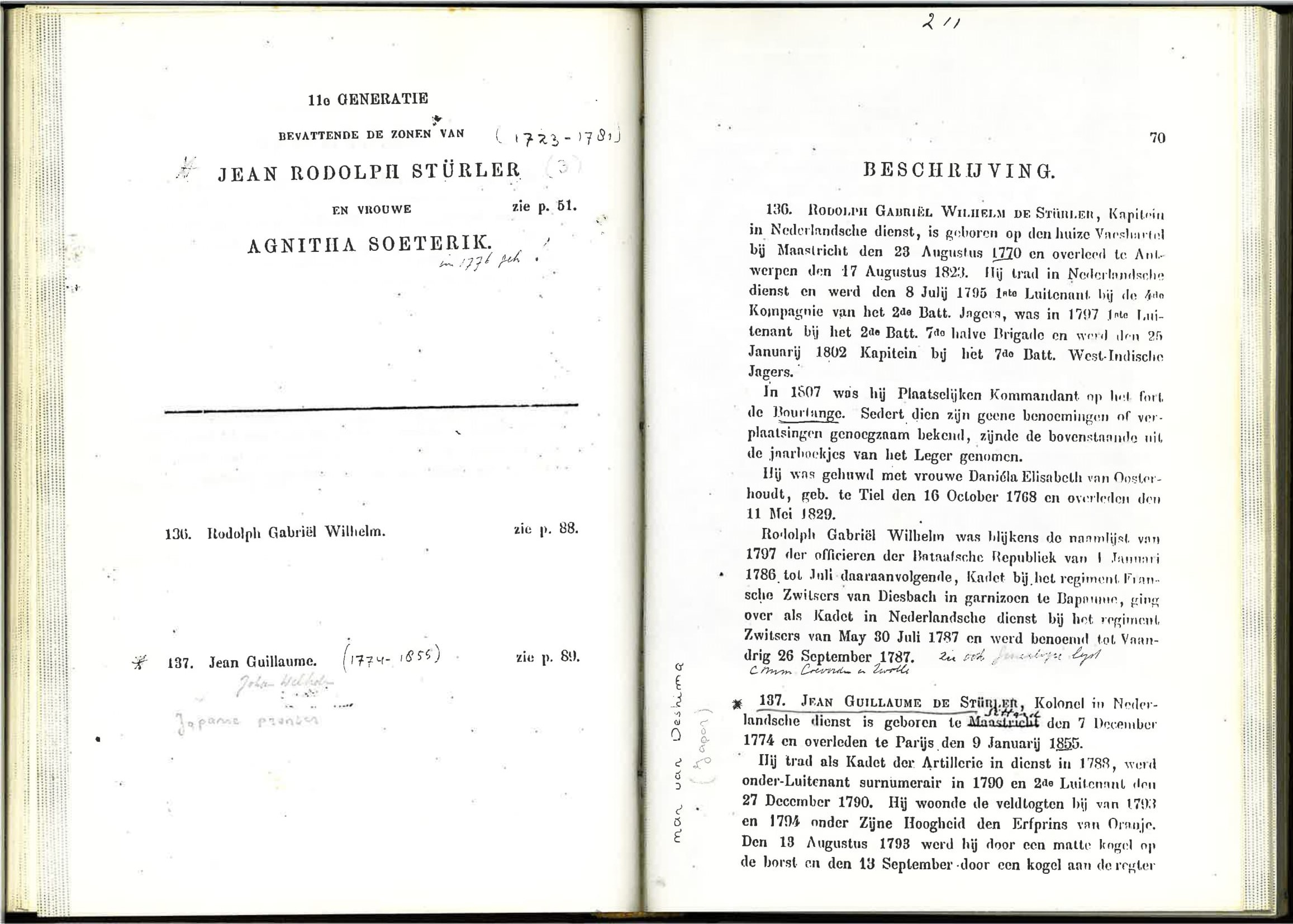
Adam Emanuel Carolus de Stürler: Notes généalogiques, en néerlandais, 1863.